# 西方麗鮨
西方麗鮨，為輻鰭魚綱鱸形目鱸亞目鮨科的其中一種，分布於澳洲南部海域，棲息深度40-200公尺，體長可達15公分，棲息在大陸棚，為底棲性魚類，屬肉食性，生活習性不明。

## 擴展閱讀
維基物種上的相關：西方麗鮨